# Sever Ispravnic
Sever Ispravnic (n. 1871, Curtici, Austro-Ungaria – d. 1953, Arad, România) a fost un avocat, deputat în Marea Adunare Națională de la Alba Iulia, organismul legislativ reprezentativ al „tuturor românilor din Transilvania, Banat și Țara Ungurească”, cel care a adoptat hotărârea privind Unirea Transilvaniei cu România, la 1 decembrie 1918.

## Biografie
Sever Ispravnic a făcut Facultatea de Drept din Budapesta. A fost colaborator al gazetelor „Tribuna” și „Românul”. A fost unul dintre fondatorii băncii „Victoria” din Arad. După 1918 a fost avocat, senator în două rânduri și membru al Consiliului Național Bisericesc din București pentru Eparhia Aradului. A decedat în 1953, la Arad.

## Activitatea politică
A fost membru al Partidului Național Român, din 1910 intrând în Comitetul Cental al partidului. A participat ca delegat titular al Cercului electoral Pecica la Marea Adunare Națională de la Alba-Iulia.